# Johann Georg Palitzsch
Johann Georg Palitzsch, född den 11 juni 1723 i Prohlis vid Dresden, död den 22 februari 1788, var en tysk amatörastronom.
Palitzsch, som var bonde i sin födelseort, ägnade sig på lediga stunder åt naturvetenskap, särskilt astronomi. Han upptäckte den 23 december 1758, nära en månad tidigare än någon astronom (men samtidigt som Christian Gärtner), den Halleyska kometen, vars återkomst vid denna tid blivit förutsagd av Edmond Halley, och 1782, samtidigt som Goodricke, periodiciteten i ljusväxlingarna hos den föränderliga stjärnan Algol.
Asteroiden 11970 Palitzsch är uppkallad efter honom.